# Когутич Олександр Іванович
Олександр Іванович Когутич (нар. 25 лютого 1970, Ракошино, Закарпатська область, УРСР — пом. 24 січня 2021, Ужгород, Україна) — радянський та український футболіст, захисник.

## Кар'єра гравця
Народився в селі Ракошино Закарпатської області. Футбольну кар'єру розпочав 1988 році в аматорському клубі «Іскра» (Буськ), наступного року захищав кольори аматорського колективу СА (Львів). У 1990 році перейшов до ужгородського «Закарпаття» з Другої ліги СРСР. Відіграв у команді два сезони. У 1991 році виїхав до сусідньої Угорщини, де грав за нижчоліговий клуб «Кишлета» з однойменного села на сході країни.
У 1992 році повернувся до України, де взяв участь у першому розіграші чемпіонату серед команд Першої ліги. Дебютував за ужгородську команду 14 березня 1992 року в переможному (2:0) домашньому поєдинку 1-о туру підгрупи 2 Першої ліги проти білоцерківської «Росі». Олександр вийшов на поле в стартовому складі та відіграв увесь матч, а на 31-й хвилині відзначився дебютним голом за ужгородський колектив. У складі «Закарпаття» виступав до завершення сезону 2003/04 років. За період виступів в ужгородській команді зіграв у чемпіонатах України зіграв 365 матчів, в яких відзначився 40-а голами. Потім грав за аматорські колективи «Бадалово», «Мукачево», «Берегвідейк» та «Ракошино».

## Кар'єра тренера
По завершенні кар'єри гравця розпочав тренерську діяльність. З 2012 по 2015 рік допомагав тренувати юнацьку та молодіжну команди ужгородської «Говерли». У 2016 році працював граючим головним тренером ФК «Ракошино».